# トヨタ・パッソセッテ
パッソ セッテ（PASSO SETTE）は、ダイハツ工業が製造し、トヨタ自動車が日本で販売していた小型ミニバン。ブーンルミナスの姉妹（OEM）車種であった。通称「セッテ」。

## 概要
「広くて、使いやすい、7シーター スタイリッシュ コンパクト」をコンセプトに、扱いやすいサイズのボディに5人がゆったり乗れ、たまに7人が乗る様な顧客をターゲットに開発された。
本来は2003年（平成15年）発売の初代シエンタの後継車種として期待され、同じトヨタカローラ店扱いとされたが、当面の間は併売の措置がとられていた。排気量1.5L、3列シート・7人乗りミニバンという点では初代シエンタと共通ではあるが、シエンタは初代ヴィッツ系のプラットフォーム（トヨタ・NBCプラットフォーム）、そしてリア両側にスライドドアを採用するという大きな違いがある。
メインターゲット層は「30～40代の子持ちの女性」とし、CM出演者はその層の女性に人気の高い、富岡佳子・堂珍敦子（当時。現在は敦子として活動）・美沙子・桐田さゆり・石崎直美・里織・有規衣の、7人の女性ファッション誌モデルを起用した。
CMコピーは「私たち、主婦で、ママで、女です。」。
当時の5人乗りパッソは両社の共同開発でブーンのOEMでなかったのに対し、パッソセッテはトヨタと車両企画力を結集した上でダイハツが開発と生産を担当したため、ブーンルミナスとはOEM関係になっていた。型式が共通であったことと製造事業者がダイハツとなっていたのはこのためである。
- 2008年（平成20年）12月25日 - 販売開始。パッソ（ブーン）をベースに7人が乗れるミニバンとして開発された。月間目標販売台数は3000台と発表されていた。
- 2012年（平成24年）
  - 2月24日[1] - OEM元のブーンルミナスと共に生産終了。以後は在庫のみの対応となる。
  - 3月23日[2] - 販売終了。同時にホームページへの掲載も終了した。
ブーンルミナス同様、一部改良およびマイナーチェンジが未実施のほか、特別仕様車も一切投入されなかった。なお、販売期間は約3年3か月であり、トヨタにおける7人乗りの小型ミニバンとしては、かつて同社が販売していた（ダイハツ・アトレー7のOEMの）スパーキーに次ぐ短命な車種となった。

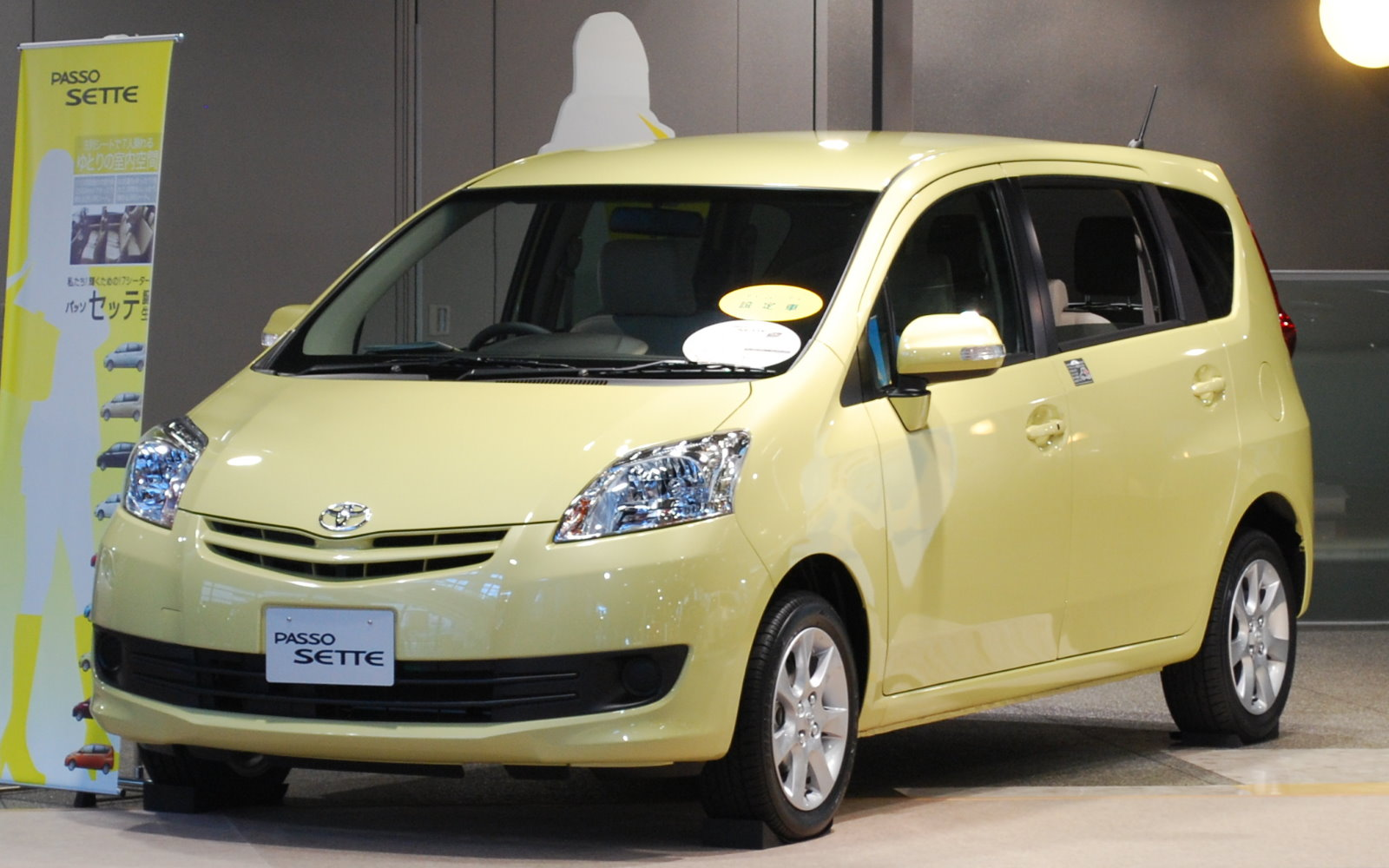
Gグレード（フロント）
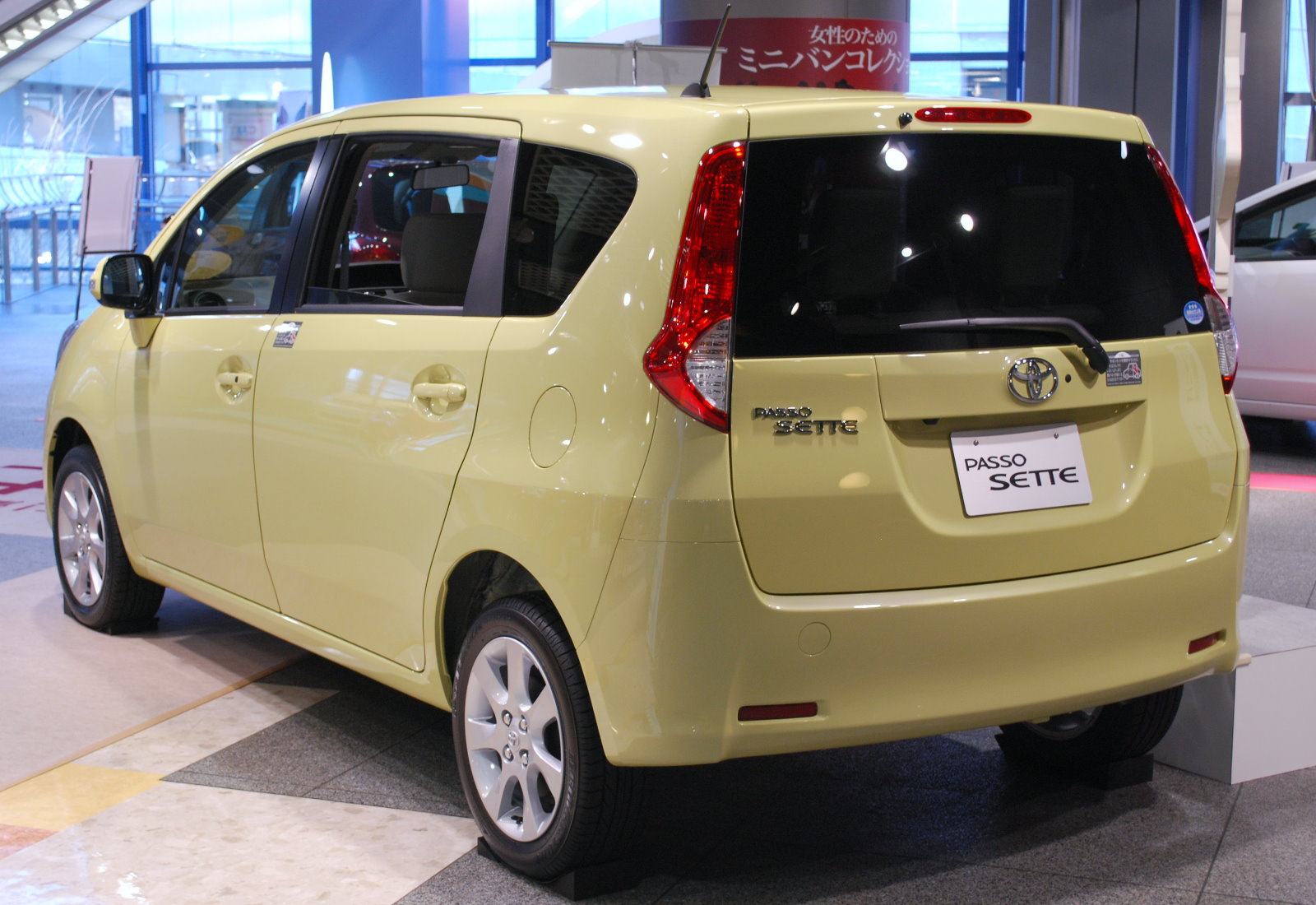
Gグレード（リア）
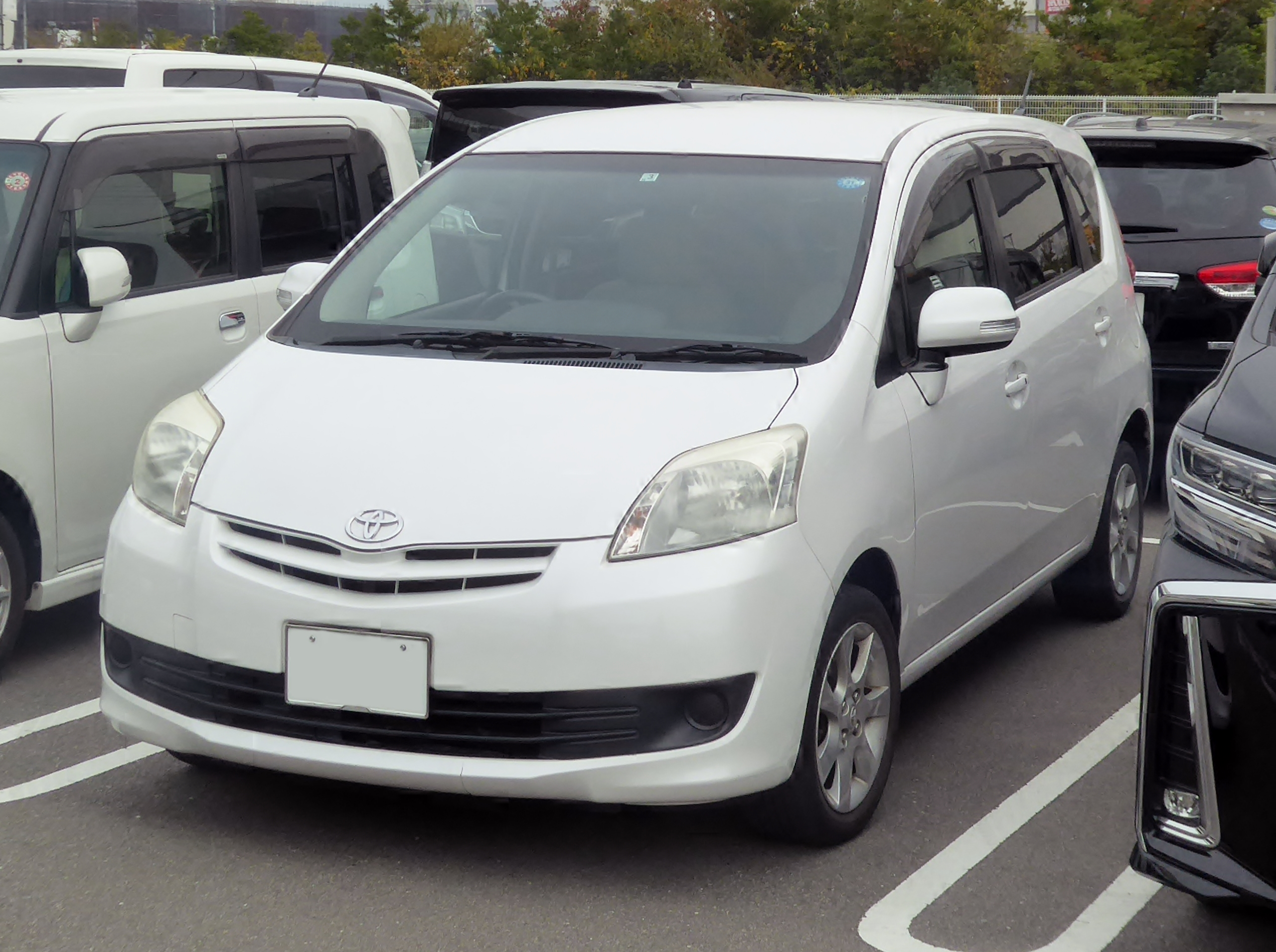
Xグレード（フロント）
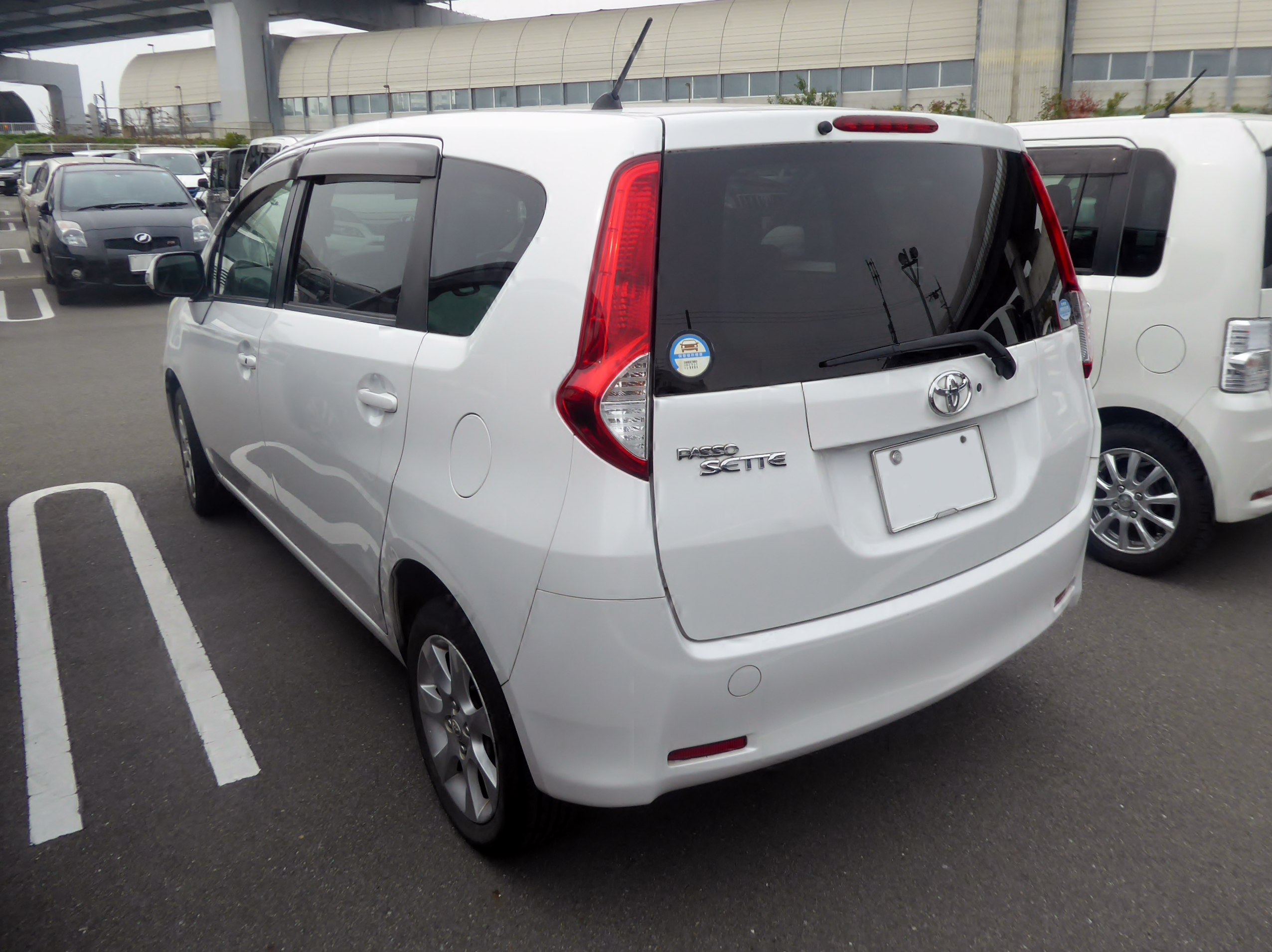
Xグレード（リア）

## 機構
外観は背の低いワンモーションフォルムであっており、ベースとなったブーン/パッソからスペース効率を向上させ、大人7人がゆったりと座れるようにすべく、初代パッソ比で全長は580mm、全幅は20mm、全高は85mmそれぞれ拡大され、ホイールベースも2,440mmから2,750mmへ延長された。この結果、既存のダイハツ軽自動車用プラットフォームを母体とした（ミラ・ムーヴ・タントなど）車種の中では体積と車両総重量が最も大きかった。
エアログレードは前後エアロバンパーとリアスポイラー・ドアミラーウインカーやフォグランプを装備していた。ボディカラーは全9色を展開。
一方、内装（インテリア）は広々とした印象を演出するため、左右に弧を描くデザインとされていた。シート表皮はグレードによって異なり、廉価版はグレージュ（ベージュ）のジャージ生地、中間グレードはグレージュのトリコット、エアロ仕様車はダークブラウン（こげ茶）のジャージ生地を採用していた。シート形状は、フロントはグレードによってベンチタイプとセパレートタイプの2種類、それ以外は全グレード共通となっていた。2列目は3人掛けであるが、5：5の分割型で、シートスライドと背もたれ角の調整が個別に行えた。3列目は短時間の定員確保用で、小ぶりで平板なベンチシートとなっていた。2・3列目の背もたれは前倒した際にほぼ同じ高さで平らになり、荷室としての使い勝手を向上させていた。そのため、背もたれは低く、ヘッドレストのステーを長くして衝突安全性を確保していた。ヘッドレストは定員分備わるが、シートベルトは2列目中央のみが2点式となっていた。
女性がメインターゲットとされるも、老若男女を問わず誰もが扱いやすいよう、運転のしやすさと同時に各部の操作や収納場所にはさまざまな工夫が凝らされていた。
安全面においては、GOAボディ・EBD付ABS&2段ブレーキアシストやデュアルSRSエアバッグに加え、サイド&カーテンシールドエアバッグ（Xグレードを除き全車標準装備）・VSC&TRC（全車メーカーオプション）を用意することで、安全装備の充実を図っていた。
エンジンは、5人乗りのパッソから大幅に増加した車重に対応すべく、3SZ-VE型直列4気筒DOHC16バルブ1,500cc・VVT-iエンジンを搭載していた。
トランスミッションは全てインパネシフトの電子制御4速ATであり、初代パッソとは異なり、マニュアル感覚の変速操作が楽しめるシーケンシャルシフトマチックを採用。また、初代パッソではスポーティードレスアップグレードの「Racy（レーシー）」のみに装備されていたタコメーターを全車標準装備としていた。また、登坂制御により、上り坂では変速の繰り返しを抑え、長い下り坂では状況に応じてシフトダウンすることで、なめらかな坂道走行が可能であった。
販売上でライバルと目されるホンダ・フリードとの比較では、パラレルハイブリッド機構（一部のみ）、スライドドア、2・3列目席の大きさと居住空間、2列目ダブルフォールディング、3列目跳ね上げの完全収納、全席3点式シートベルトなどで劣勢となるが、パッソセッテとブーンルミナスではそれらを見切る代わりに、販売価格を149万円から（ブーンルミナスは153万5000円から）と安価に設定していた。しかし、本車種の登場からおよそ6か月後に始まったエコカー減税に同車は販売終了まで対象外であったことや、シエンタとは異なりリアドアがスライドドアではなくオーソドックスなヒンジドアである点などが影響し、販売的には大苦戦を強いられた。

## 車名の由来
イタリア語で7を意味する「Sette」が語源。